# PZL Bielsko SZD-55
PZL Bielsko SZD-55 je poljsko jadralno letalo razreda FAI Standard. Glavni načrtovalec je bil Tadeusz Łabuć. Proizvodnja pri podjetju PZL Bielsko se je začela leta 1988 in še vedno traja. SZD je konkurent nemškemu Schempp-Hirth Discus.
SZD-55 je grajen iz fiberglasa in ima eliptično krilo. Prazna teža je samo 215 kilogramov, kar mu omogoča hitro dviganje v termiki. Kljub temu, da je grajen iz fiberglasa je lažji od nekaterih jadralnih letal, ki uporabljajo karbonska vlakna in kevlar.

## Specifikacije
- Posadka: 1
- Kapaciteta vodnega balasta: 195 kg, plus 6 kg v repu
- Dolžina: 6,41 m (21 ft 0 in)
- Razpon kril: 15,00 m (49 ft 3 in)
- Višina: 1,30 m (4 ft 3 in)
- Površina kril: 9,6 m2 (103 ft2)
- Vitkost: 23,4
- Prazna teža: ca. 215 kg (473 lb)
- Gros teža: 500 kg (1100 lb)

- Maks. hitrost: 255 km/h (159 mph)
- Jadralno število: ca. 44,1:1
- Hitrost padanja: 0,53 m/s (106 ft/min)